# Fanal
Fanal (von italienisch fanale ‚Leuchte‘, ‚Fackel‘, das vom griechischen fanos stammt) kam im 18. bis 19. Jahrhundert als Bezeichnung für ein Leuchtfeuer von Italien nach Deutschland. Mit vereinbarten Rauch- und Flammenzeichen übermittelte man bereits im Altertum, zum Beispiel bei den Persern, Griechen und Römern, bis in die frühe Neuzeit bestimmte Nachrichten über kurze Entfernungen. Siehe dazu auch Kreidfeuer, Lärmfeuer und Hochwacht.
Im Militärwesen wurde das Fanal als senkrecht aufgerichtete Stange benutzt, an deren oberem Ende brennbares Material wie Werg oder mit Teer und Pech getränkte Wolle angebracht war. Bei Entzünden des Fanals entstand eine intensive Flamme mit starker Rauchbildung, so dass es sowohl bei Tage als auch in der Dunkelheit als Signalgeber dienen konnte. Man stellte es auf hoch gelegenen Punkten der Landschaft auf, um so weit verstreute Vorpostenstellungen und Truppenteile alarmieren zu können.

## Heutige Bedeutung
Heute bedeutet Fanal ein Aufmerksamkeit erregendes und Veränderung ankündigendes Zeichen, oft in Form eines bedeutungsschweren, folgenreichen oder symbolträchtigen Ereignisses oder einer solchen Handlung („ein Fanal setzen“, „ein Fanal der Hoffnung“). Bei einem solchen Ereignis, das zum Ausbruch eines Krieges führt, ist spezieller von einem Casus Belli die Rede.